# NHL Awards 2007
Die NHL Awards 2007 sind Eishockey-Ehrungen und wurden am 14. Juni 2007 in Toronto, Ontario im Elgin Theatre verliehen.
Sidney Crosby wurde als jüngster Spieler der NHL-Geschichte als bester Spieler und als zweitjüngster zum wertvollsten Spieler der Saison ausgezeichnet. Martin Brodeur erhielt bereits zum dritten Mal die Trophäe als bester Torhüter der Saison und Nicklas Lidström wurde zum fünften Mal als bester Verteidiger geehrt. Pawel Dazjuk und Rod Brind’Amour konnten ihre Vorjahreserfolge als fairster Spieler bzw. bester Defensivstürmer wiederholen.
Zum ersten Mal seit der Einführung des Nominierungsverfahrens im Jahr 1983 gab es für eine Auszeichnung mehr als drei nominierte Spieler. Bei der Wahl für Vezina Trophy gab es zwei Drittplatzierte, weshalb vier Torhüter nominiert wurden.

## Preisträger
Hart Memorial Trophy
Wird verliehen an den wertvollsten Spieler (MVP) der Saison durch die Professional Hockey Writers' Association
- Sidney Crosby (C) – Pittsburgh Penguins

- Außerdem nominiert:
- Martin Brodeur (G) – New Jersey Devils
- Roberto Luongo (G) – Vancouver Canucks

Lester B. Pearson Award
Wird verliehen an den herausragenden Spieler der Saison durch die Spielergewerkschaft NHLPA
- Sidney Crosby (C) – Pittsburgh Penguins

- Außerdem nominiert:
- Vincent Lecavalier (C) – Tampa Bay Lightning
- Roberto Luongo (G) – Vancouver Canucks

Vezina Trophy
Wird an den herausragenden Torhüter der Saison durch die Generalmanager der Teams verliehen
- Martin Brodeur – New Jersey Devils

- Außerdem nominiert:
- Miikka Kiprusoff – Calgary Flames
- Henrik Lundqvist – New York Rangers
- Roberto Luongo – Vancouver Canucks

James Norris Memorial Trophy
Wird durch die Professional Hockey Writers’ Association an den Verteidiger verliehen, der in der Saison auf dieser Position die größten Allround-Fähigkeiten zeigte
- Nicklas Lidström – Detroit Red Wings

- Außerdem nominiert:
- Scott Niedermayer – Anaheim Ducks
- Chris Pronger – Anaheim Ducks

Frank J. Selke Trophy
Wird an den Angreifer mit den besten Defensivqualitäten durch die Professional Hockey Writers’ Association verliehen
- Rod Brind’Amour – Carolina Hurricanes

- Außerdem nominiert:
- Samuel Påhlsson – Anaheim Ducks
- Jay Pandolfo – New Jersey Devils

Calder Memorial Trophy
Wird durch die Professional Hockey Writers’ Association an den Spieler verliehen, der in seinem ersten Jahr als der Fähigste gilt
- Jewgeni Malkin (C) – Pittsburgh Penguins

- Außerdem nominiert:
- Jordan Staal (C) – Pittsburgh Penguins
- Paul Stastny (C) – Colorado Avalanche

Lady Byng Memorial Trophy
Wird durch die Professional Hockey Writers’ Association an den Spieler verliehen, der durch einen hohen sportlichen Standard und faires Verhalten herausragte
- Pawel Dazjuk (C) – Detroit Red Wings

- Außerdem nominiert:
- Joe Sakic (C) – Colorado Avalanche
- Martin St. Louis (RF) – Tampa Bay Lightning

Jack Adams Award
Wird durch die NHL Broadcasters’ Association an den Trainer verliehen, der am meisten zum Erfolg seines Teams beitrug
- Alain Vigneault – Vancouver Canucks

- Außerdem nominiert:
- Lindy Ruff – Buffalo Sabres
- Michel Therrien – Pittsburgh Penguins

Bill Masterton Memorial Trophy
Wird durch die Professional Hockey Writers’ Association an den Spieler verliehen, der Ausdauer, Hingabe und Fairness in und um das Eishockey zeigte
- Phil Kessel – Boston Bruins

King Clancy Memorial Trophy
Wird an den Spieler vergeben, der durch Führungsqualitäten, sowohl auf als auch abseits des Eises und durch soziales Engagement herausragte
- Saku Koivu – Montréal Canadiens

Conn Smythe Trophy
Wird an den wertvollsten Spieler (MVP) der Play Offs verliehen
- Scott Niedermayer (V) – Anaheim Ducks

Art Ross Trophy
Wird an den besten Scorer der Saison verliehen
- Sidney Crosby – Pittsburgh Penguins 120 Punkte (36 Tore, 84 Vorlagen)

Maurice 'Rocket' Richard Trophy
Wird an den besten Torschützen der Liga vergeben
- Vincent Lecavalier – Tampa Bay Lightning 52 Tore

William M. Jennings Trophy
Wird an den/die Torhüter mit mindestens 25 Einsätzen verliehen, dessen/deren Team die wenigsten Gegentore in der Saison kassiert hat
- Manny Fernandez 103 Gegentore in 44 Spielen (Gegentordurchschnitt: 2.55) und
Niklas Bäckström – Minnesota Wild 73 Gegentore in 41 Spielen (Gegentordurchschnitt: 1.97)

Roger Crozier Saving Grace Award
Wird an den Torhüter mit mindestens 25 Einsätzen verliehen, der die beste Fangquote während der Saison hat
- Niklas Bäckström – Minnesota Wild Fangquote: 92,9 %

NHL Plus/Minus Award
Wird an den Spieler verliehen, der während der Saison die beste Plus/Minus-Statistik hat
- Thomas Vanek – Buffalo Sabres +47

Mark Messier Leader of the Year Award
Wird an den Spieler verliehen, der sich während der Saison durch besondere Führungsqualitäten ausgezeichnet hat
- Chris Chelios – Detroit Red Wings

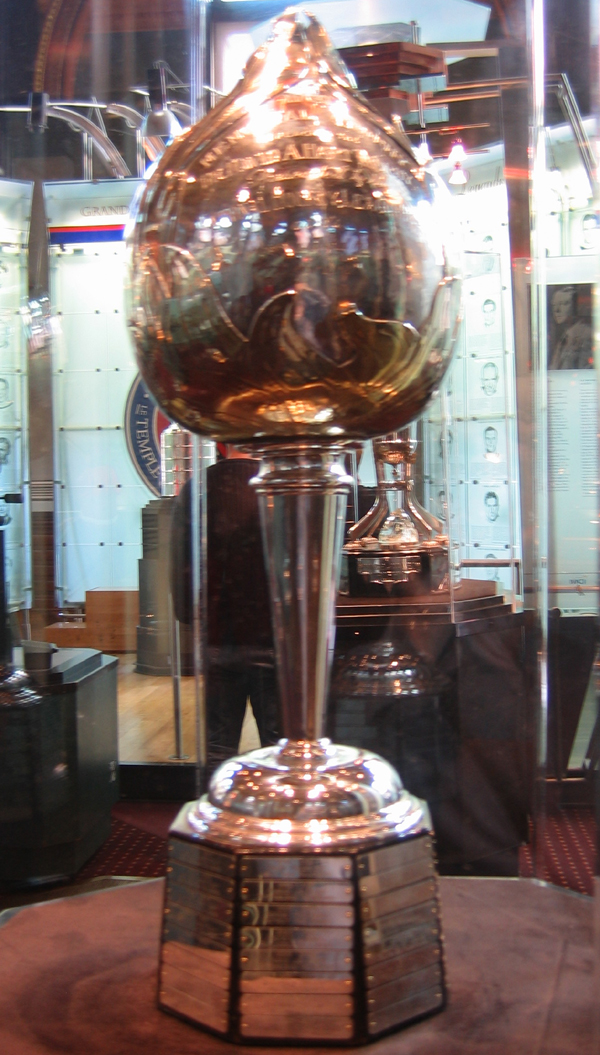
Hart Memorial Trophy
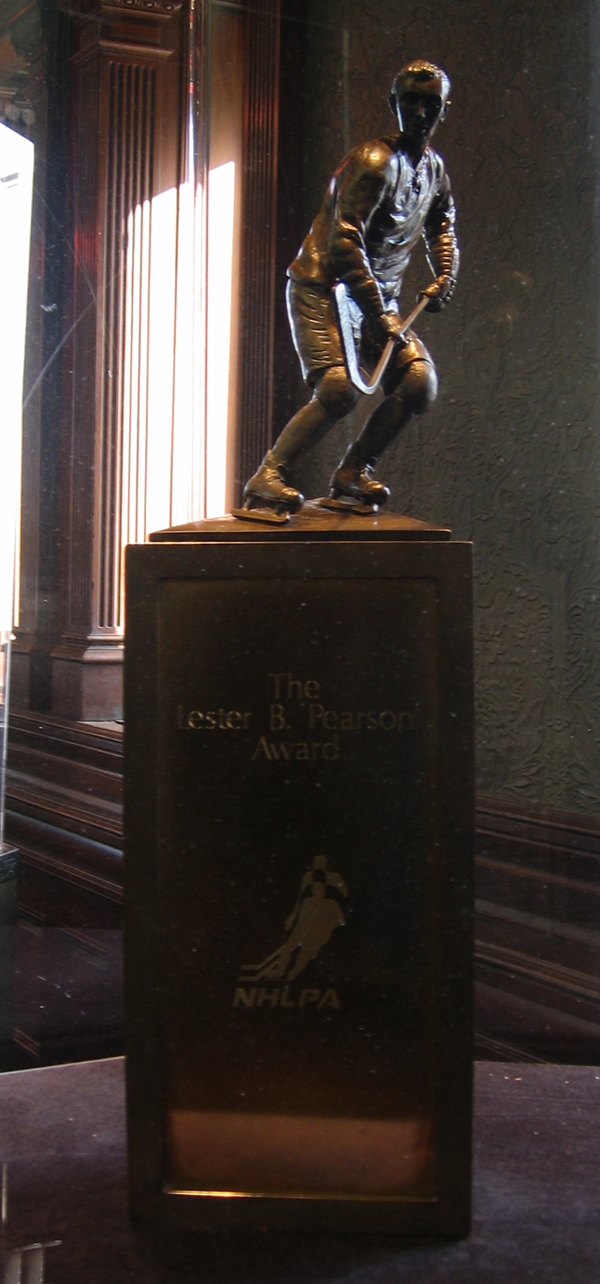
Lester B. Pearson Award
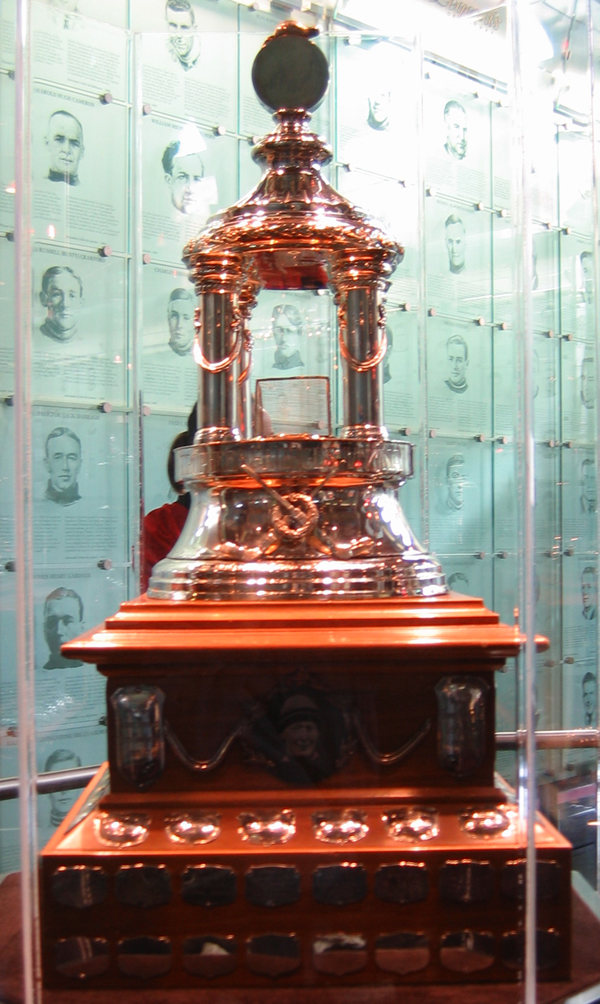
Vezina Trophy
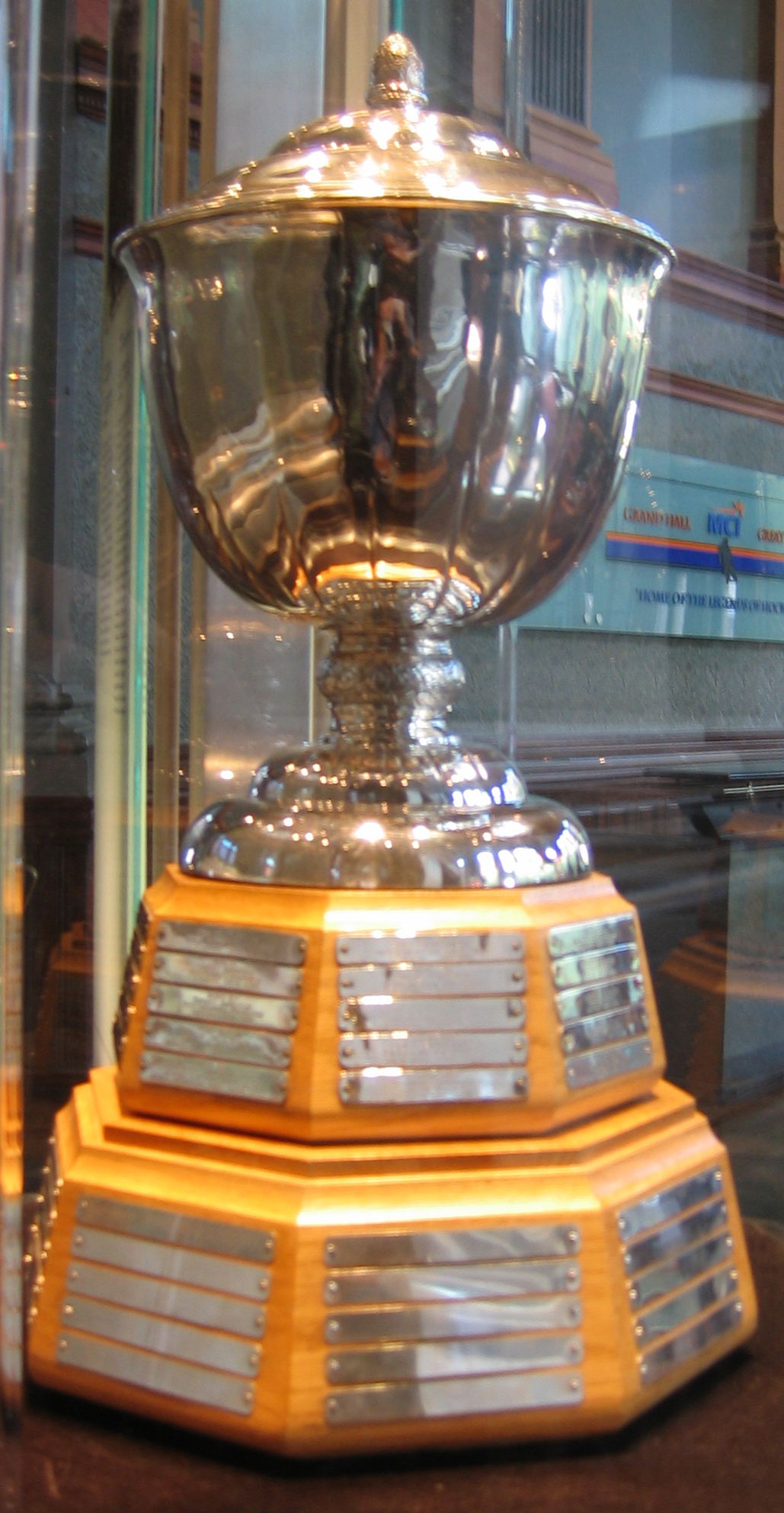
James Norris Memorial Trophy
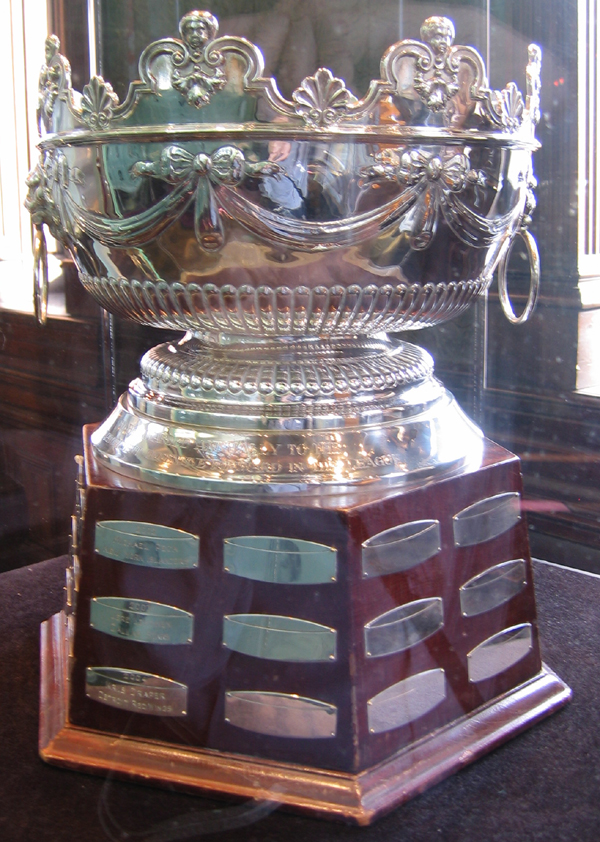
Frank J. Selke Trophy
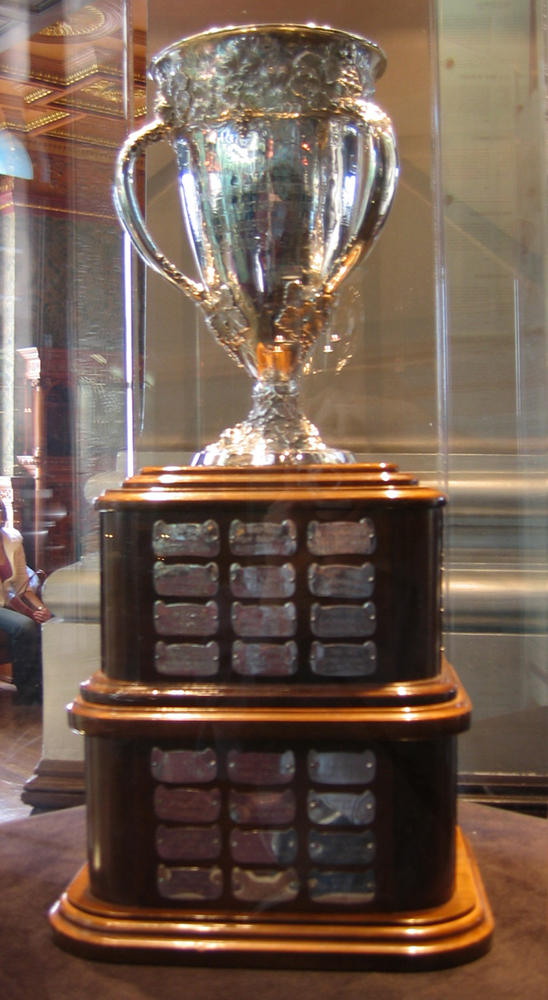
Calder Memorial Trophy
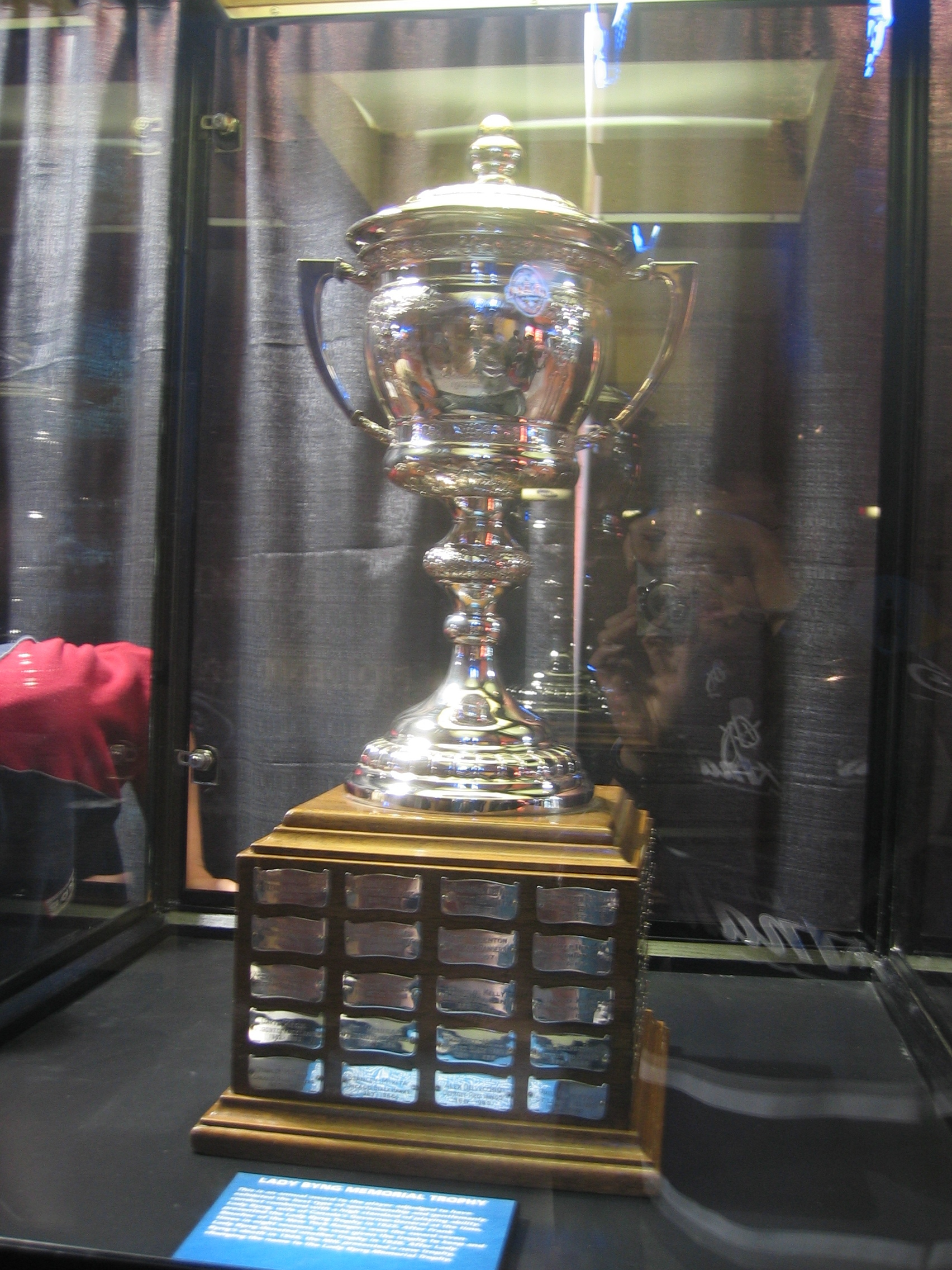
Lady Byng Memorial Trophy
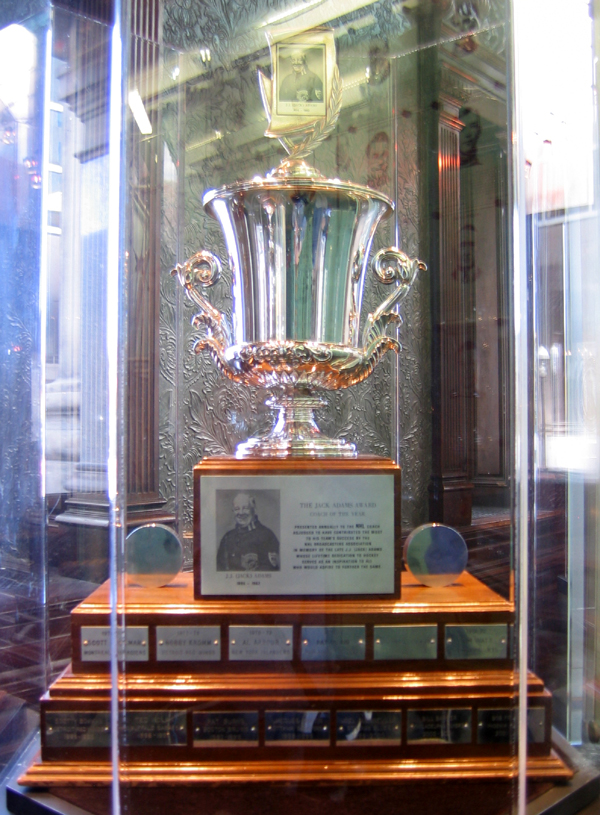
Jack Adams Award
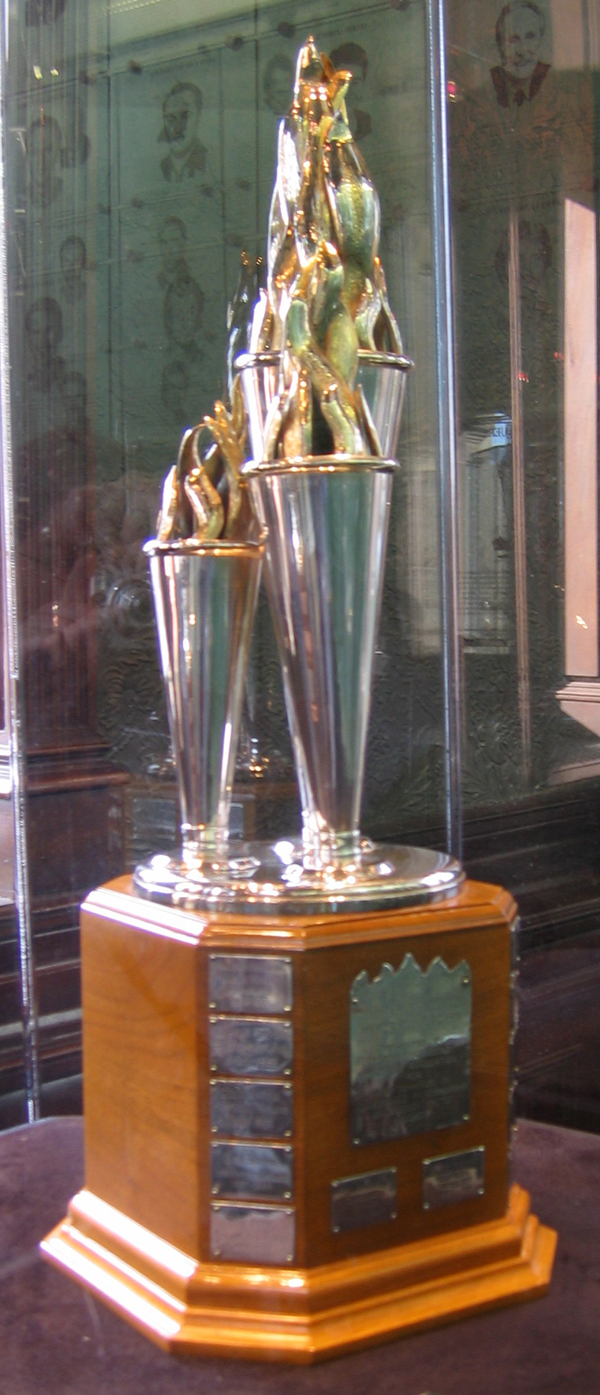
Bill Masterton Memorial Trophy
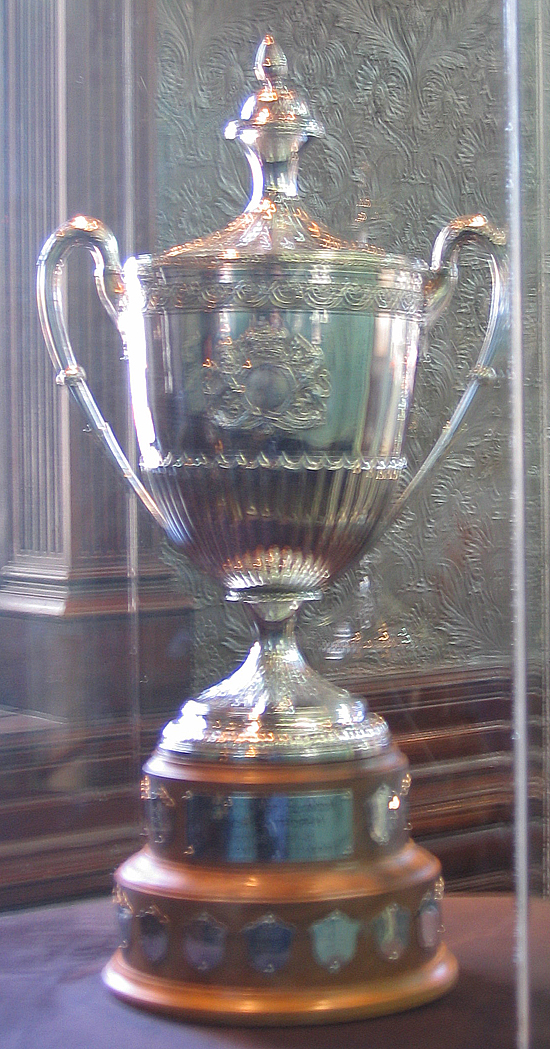
King Clancy Memorial Trophy
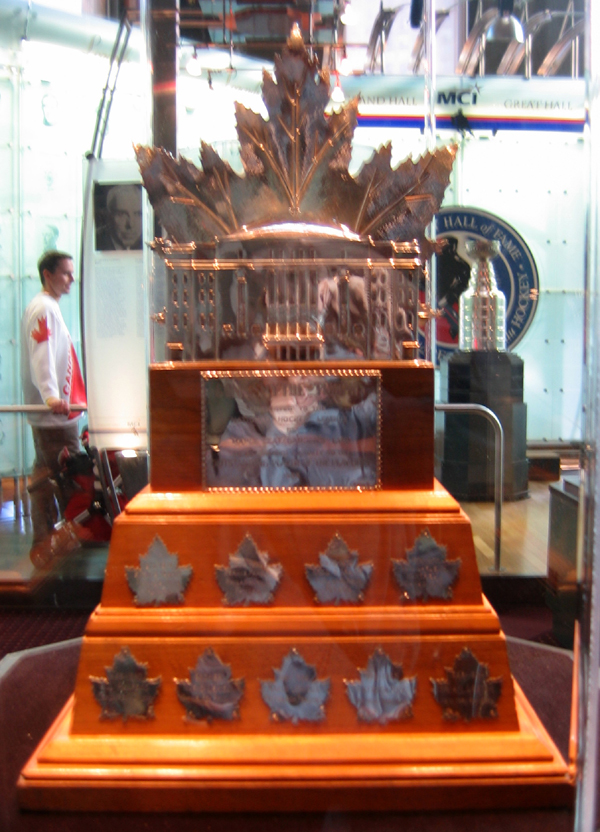
Conn Smythe Trophy
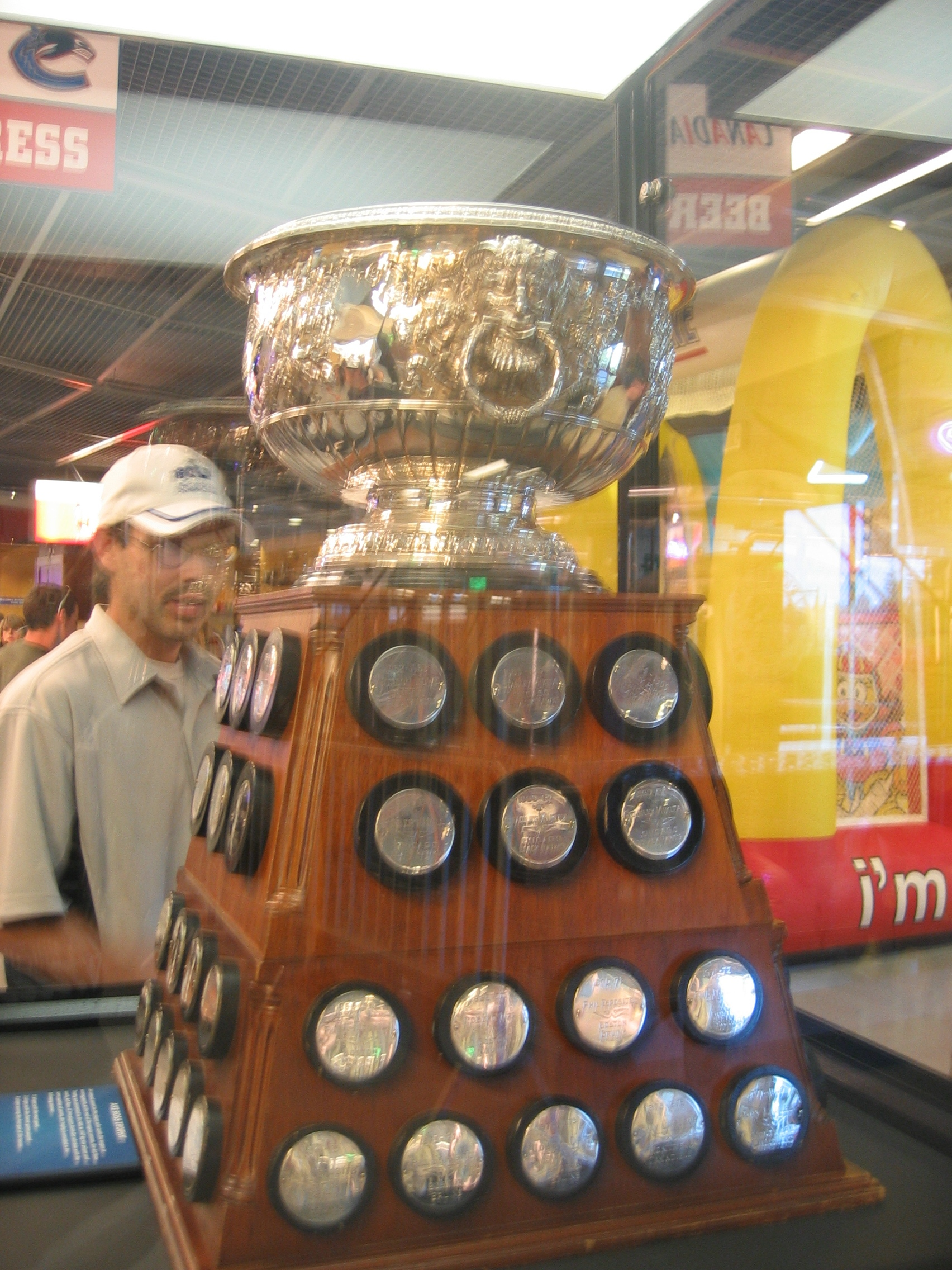
Art Ross Trophy
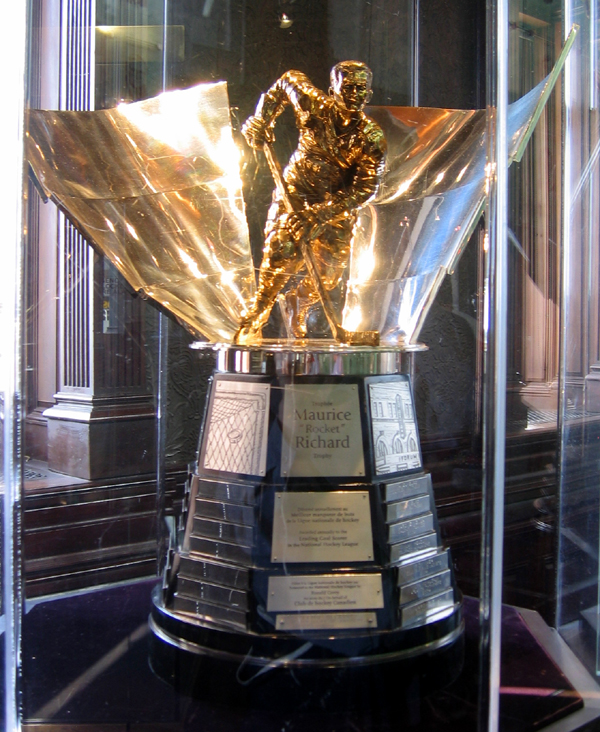
Maurice 'Rocket' Richard Trophy
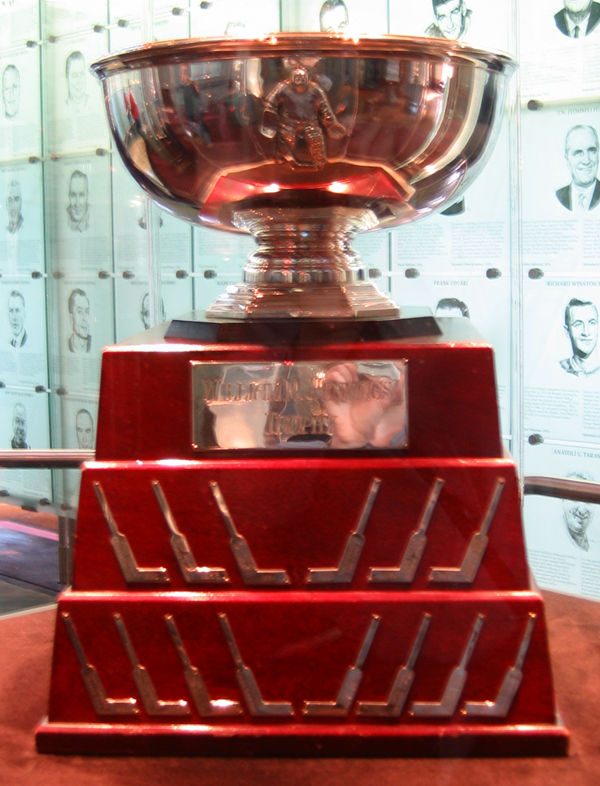
William M. Jennings Trophy